# Снатам Каур
Снатам Каур Кхалса (пенджаб. ਸਨਾਤਮ ਕੌਰ ਖ਼ਾਲਸਾ, 1972 Тринідад, Колорадо, США) — американська співачка та автор пісень. «Каур» означає «принцеса» — це ім'я, яке носять всі сикхи-жінки.

## Життєпис
Її батько був менеджером легендарної групи «Grateful Dead». Їхня родина переїхала до Каліфорнії, коли Снатам було 2 роки. Коли Снатам було шість років, її родина поїхала в Індію, де її мати вивчала кіртан. Снатам жила на ранчо недалеко від Болінеса, Каліфорнія до 8 класу, після чого перебралася до Міл Велей у 1986. Протягом дитинства, вона брала участь в кіртанах зі своєю матір'ю в сикхських монастирях і на сикхських релігійних церемоніях. Вже у школі Снатам проявляла зацікавлення до музики. Вчилась вона в Тамалпайській школі у Міл Велей, де вона грала на скрипці у шкільному оркестрі і де почала писати пісні.
Після закінчення школи, Снатам вчилась у Мілс Коледжі в Окленді, Каліфорнія, де отримала ступінь бакалавра з біохімії. Після цього вона повернулася до Індії для вивчення кіртана під керівництвом вчителя її матері, Бхай Харі Сингха.

## Музика Снатам Каур
У 2000 році Каур співала у студії Spirit Voyage Records, засновник якої, Гуру Ганеша Сингх, став її менеджером і гітаристом. Вона професійно співпрацює з продюсером New Age музики Томасом Барку.

## Тур Святкування Миру
Снатам Каур проводить більшу частину року у подорожах, виконуючи пісні і викладаючи йогу. Її світовий тур Святкування Миру включает зазвичай виступи у школах, госпісах, дитячих домах та інших місцях. Каур є визнаним вчителем і «Посланцем миру» для 3HO (Healthy (англ. здорові), Happy (англ. щасливі), Holy (англ. благословенні) Organization) та інших афілійованих ООН організацій з 1996. Каур подорожує у турі зі своїм музичним партнером Гуру Ганеша Сингхом, гітаристом і вокалістом. Її чоловік, художник-графік, Сопуркх Сингх, та її донька Джап Пріт Каур також подорожують з нею.

## Дискографія
- Prem (Love) (2002, Spirit Voyage Records)
- Shanti (2003, Spirit Voyage Records)
- Grace (2004, Spirit Voyage Records)
- Mother's Blessing (2005, Spirit Voyage Records)
- Celebrate Peace (2005, Spirit Voyage Records)
- Anand (2006, Spirit Voyage Records)
- 'LIVE in Concert (2007, Spirit Voyage Records)
- Liberation's Door (2009, Spirit Voyage Records)
- Ras (2011, Spirit Voyage Records)
- Heart Of The Universe (2012, Point of Light Records/Spirit Voyage Records)